# Сутягіно (Кіясовський район)
Сутя́гіно (рос. Сутягино, удм. Сутягино) — присілок у складі Кіясовського району Удмуртії, Росія.
Населення — 12 осіб (2010; 40 у 2002).
Національний склад:
- росіяни — 95 %